# Rick Grimes
Rick Grimes, izmišljeni je lik iz AMC-ove i Fox-ove apokaliptične horor drame Živi mrtvaci (The Walking Dead) i istoimenog crno-bijeloga stripa, kojega glumi Andrew Lincoln. Osmislio ga su pisac Robert Kirkman i umjetnik Tony Moore, a prvi se put pojavljuje u stripu Živi mrtvaci. Glavni je protagonist obje serije (u stripu i na TV-u), zamjenik šerifa maloga gradića, koji se probudi iz kome u bolnici tijekom apokalipse prouzrokovane epidemijom, čime je svijet zbog toga preplavljen zombijima. Serija se usredotočuje na Rickovim pokušajima pronalaska i zaštite svoje žene Lore i sina Carla, kao de facto vođe skupine preživjelih u post-apokaliptičnom svijetu. U stripu, preostaje kao jedini najdulje-živući lik od listopada 2012., zajedno sa svojim sinom Carlom, ljubavnicom i prijateljicom Andreom i Carolinom kćerkom Sophie.
Opisan je kao običan čovjek, lik koji ističe moralni kodeks i vrijednost. Lincoln je dobio ulogu Ricka u travnju 2010.. U pripremi za ulogu, Lincoln je našao nadahnuće kod Garya Coopera u američkom westernu Točno u podne (1952.), također i u dramskoj seriji Breaking Bad. Početne reakcije za Ricka Grimesa u televiziji bile su različite: komentatori su izjavili da Lincoln ima nekako pretjerani južnjački naglasak. Kako je serija napredovala, kritike su postajale više osjetljivije na razvoj Grimesova karaktera i Lincolnova portreta lika.  

## Radnja
Rick i Shane su opisani da su najbolji prijatelji još od srednje škole. Rick je bio zamjenik šerifa u okrugu King, Georgia. Rick je ustrijeljen i ranjen tijekom pucnjave s bandom pobjeglih osuđenika, čime je ostavljen u bolnici u komi kada je počelo izbijanje epidemije. Nakon što se probudio sam u bolnici, Duan Jones ga zamijeni za zombija i udari ga lopatom. Duanov otac Morgan povede Ricka i objašnjava mu o tome što se događa. Rick krene tražiti svoju ženu Lori i mladog sina Carla, i tijekom puta saznaje što se dogodilo svijetu. S vremenom, upoznaje grupu preživjelih koji ga odvode do svog kampa gdje su Lori i Carl, isto tako i Shane. Ostanu u kampu nekoliko dana, i unutar tog vremena provedenog u kampu Rickovo vodstvo i autoritet raste. Rick se bori s odgovornošću no ipak, pokušavajući biti pošten i raditi ono što on misli da je u redu, bez obzira na to kakvo je društvo bilo u prošlosti. Također se nađe u situaciji u kojoj treba donijeti razne odluke, no naravno, svatko ima svoje. Grupa naposljetku odluči otići iz kampa jednom kada se dokaže da je nesiguran i da vodi do velikih smrtnih gubitaka, i doći u CDC u nadi da će pronaći lijek. Nažalost, ne dobivaju nikakve odgovore te organizacije, iako zadnji preostali zaposlenik šapne tajnu Ricku. 
U 2. sezoni, nakon što otiđu iz CDC-a koji se uništi, Rick i ostali su zarobljeni na autocesti kada horda zombija (u seriji su samo nazivani "hodači" i "grizači", a nijednom se ne spominje riječ zombi). Njegov zov da se svi sakriju ispod napuštenih vozila se pokaže skupocjenim, s time da je Carolina kći Sophia morala pobjeći u šumu zbog zombija. Rick ju pokuša spasiti, ali ju izgubi ubrzo nakon što joj kaže da se sakri, čime ju ostavlja samu da se bori s grizačima. Tokom njezine odsutnosti, ispitiva svoju vjeru u Boga i da li preživjeli mogu ikada stvarno biti sigurni... Nakon što se podjele da bi ju pronašli, Carl je slučajno upucan i strijelac ih dovede u obližnju izoliranu farmu. Rick je izbezumljen zbog svog sina. Muči se sa shvaćanjem o tome jesu li ljudi bolji kada ne žive na svijetu. Nekim čudom, Carl se izvuče kada Shane donese zalihe, što usreći Ricka. Ali međutim, njegova perspektiva okruženja nastavlja se mijenjati, do trenutka u kojem odustane od svoje službene odore šerifa i bude više u prosječnoj odjeći, na taj način predstavlja značajnu promjenu u svojoj osobnosti. On najčešće sudjeluje u potragama za Sophiom, odbijajući vjerovati da je možda mrtva. Također pokušava urazumiti Hershela da pusti grupu da ostane s njegovom obitelji na farmi. Njegov karakter postaje više suptilniji nakon što se suočio sa Sophijinom smrću i s njom u obliku zombija, to ga podsjeća na beznadnu stvarnost svijeta u kojem žive. Dok je vraćao Hershela iz bara u gradu, Rick naiđe na dva naoružana muškaraca koji mu postavljaju pitanja o njegovoj grupi. Kada odbije odgovoriti, jedan od njih dvoje ga pokuša upucati. Rick ih ustrijeli i ubije obojicu... On i Lori primjećuju Carlovu rastuću emocionalnu težinu, i njegov odnos sa Shaneom vodi do mračnog puta, dostizajući vruću točku, uđu u konflikt zbog sudbine mladog tinejdžerskog autsajdera. U rezultatima gdje se skoro pobiju. Da bi održali sigurnost grupe, pokuša upucati Randalla, međutim vidi da nije dovoljno sposoban da bi se natjerao na to. Shane se priprema ubiti Ricka nakon par sati Daleove smrti ubijajući Randalla i tijekom potrage koje je odvodi u šumu. Rick ga nagovori, no ipak, u zadnjem času ubije Shanea tako što mu zabije nož u srce. Prateći događaje, pokazuje veliku patnju zbog gubitka Shanea, ali svoja djela smatra opravdanim, vjerovajući da je Shane bio prava prijetnja grupi. Priznaje grupi veliku tajnu koju je dugo držao, a to je da su svi zaraženi (tako mu je rekao dr. Edwin Jener iz CDC-a).  
U 3. sezoni, skoro 8 mjeseci kasnije. Tijekom zime, grupa se vrtjela u krug sve dok Rick i Daryl nisu otišli u lov i pronašli zatvor pun hodača. Grupa tada zauzme zatvorsko dvorište i odmore se tokom noći. Sljedećeg dana, Rick, Daryl, Maggie, Glenn i T-Dog odu u unutrašnjost zatvora i očiste ga od hodača, radeći ga više sigurnijim. Kasnije pođu dublje u zatvor i naiđu na hodače. Glenn i Maggie se razdvoje, dok ih ostali pokušavaju naći, jedan od hodača ugrize Hershela za nogu. Rick ga odvede u naizgled napuštenu kafeteriju i sjekirom mu amputira nogu da bi ga spasio od zaraze. Potom se pojavi skupina nezaraženih zatvorenika iza rešetaka koji ništa uopće nisu znali što se događa u svijetu. Zatvorenici su im isprva neprijatelji i Lori kaže Ricku da će ga shvatiti i poduprijeti ako ih bude želio ubiti. Samo ih dvoje od petero navodno preživi kada su išli čistiti svoj odvojeni zatvorski blok i Ricku je drago da ih se riješio. Međutim, jedan od zatvorenika uspijeva pobjeći od hodača i ugroziti sigurnost Rickove grupe otvaranjem vrata u glavnom području grupe, što završava smrću T-Doga i Lori. Lori ne preživi carski rez da bi se spasila beba, s time da je Carl jedina dostupna i voljna osoba zaustaviti njezinu reanimaciju u kojoj se pretvori u hodača. Shrvan zbog njezine smrti, Rick poludi i ponovo uđe u zatvor, ubijajući više hodača s jednom sjekirom i dolazi do kotlovnice u kojoj je ona umrla. Ubrzo otkrije da je obližnji hodač pojeo Lori, Rick ubije zombija i onda pokuša "iskopati" ostatke svoje žene iz stvorenja. Rick se onda javlja na uzastopne telefonske pozive od kojih ga svaki vodi do toga da vjeruje u to da postoje drugi preživjeli. Zatim bude šokiran kada ga pozivatelj nazove po njegovom imenu, samo da bi primio jedan posljednji poziv od Lori, koja mu pomogne shvatiti da on halucinira i da se treba vratiti u stvarnost. Rick se vrati u zatvor, povezivajući se ponovo sa svojim sinom i ostalima. Poslije toga vidi Michonne kako hoda prema zatvorskoj ogradi sa zalihama za bebu. Nakon kratkog spašavanja iscrpljene Michonne, ona mu kaže da su Glenn i Maggie u Woodburyju. Rick skupi Daryla, Oscara i Michonne i krenu izbaviti Glenna i Maggie. Prije nego što odu, podijeli trenutak s Carlom, i zajedno, otac i sin imenuju novorođenu bebu po Carlovoj učiteljici iz trećeg razreda - "Judith". Rick putuje do Woodburyja s grupom, u nadi da će pronaći njih dvoje. On i grupa napadnu gradić Woodbury, spase Maggie i Glenna, ali Oscar je upucan sačmaricom tijekom bijega, a Daryl zarobljen. 